# حبكة (أدب)

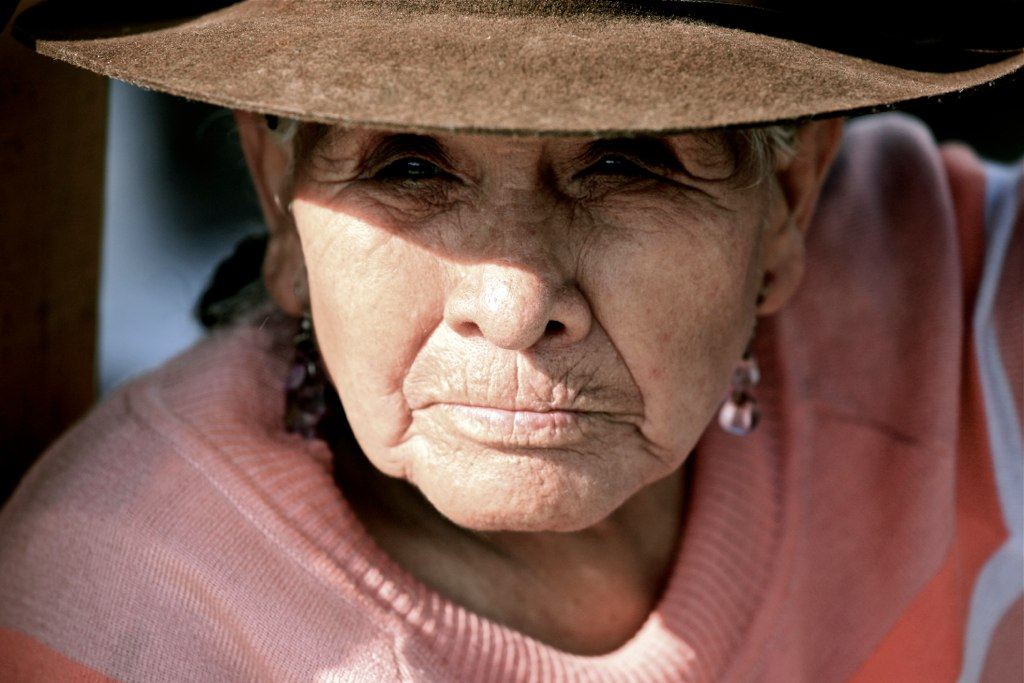
وجه المؤامرة

الحبكة هي مصطلح تم استحداثه مؤخرًا في لغة النقد الأدبي، وهي تعني بتنظيم حركة أفعال الشخصيات في الزمان والمكان. وهي بنية مؤلفة من مجموعة أحداث مترابطة فيما بينها، قد تتشابك بسبب تعارض الرغبات وبسبب عوامل خارجية لا سلطة للإنسان عليها. ترتبط الحبكة ارتباطًا وثيقًا بالجانب الدرامي في فنون السرد مثل الملحمة، الرواية، القصة، الحكاية، أما في الفنون المسرحية، فتعني المأساة أو الملهاة أو الأوبريت. ويرى الناقد الأدبي فورستر في كتابه سمات الرواية، الذي نشره عام 1927، أن الحبكة تختص بالتنظيم السردي في الرواية، وتختلف مع القصة والحكاية في أن القصة ما هي إلا سرد للأحداث وفق تتابعها الزمني، أما الحبكة في الرواية فهي تنظم الأحداث وفق مبدأ السببية.

## الحبكة في الرواية
حبكة الرواية تساعد على تماسك عناصر العمل وجعلها متضافرة بوصفها قطعة أدبية واحدة. إضافة إلى ذلك، فإن السببية هي طريقة مهمة وممكنة حيث تعكس لنا سببية ومنهجية تسلسل الأحداث على هذه الوتيرة. إلا أنه في الوقت ذاته، فإن الروائي يملك المقدمات التي تمكنه من إقامة توازيات وتشابهات بين الشخصيات والمواقف والأحداث بحيث تكون الرواية متماسكة حتى لو كانت حبكاتها غير متسلسلة تاريخيًا ولا ترتبط فيما بينها بعلاقات سببية. يقوم الروائي بالعادة ببناء حبكة العمل بطريقة خاصة حتى يجذب انتباه القارئ إلى ظواهر بعينها.
في فترة الحداثة وما بعدها، وقفت الكاتبة الإنجليزية فرجينيا وولف ضد الحبكة التقليدية محكمة البناء، وذكرت ذلك في مقالتها الأدب الروائي الحديث عام 1919؛ وفي رواية المناوق لألان روب جرييه. حيث كان الإنكار الفعلي للسلبية بوصفه مبدأ يعول عليه الكثيرون من كتاب تيار الحداثة، قد أثر بشكل حتمي على الطريقة التي يبنون بها أعمالهم الروائية.
وتمكن بعض النقاد من توصيف حبكات الرواية بطريقتين: أما تبعًا لسيطرة النشاطات الإنسانية التي تشكل المبدأ التحفيزي بها والتي تجذب القارئ من خلالها أو تبعًا لطرق أكثر تقنية. في القسم الأول، هناك حبكات مبنية على الصراع في رواية نوسترومو، للأديب الإنجليزي بولندي الأصل جوزيف كونراد أو سر غامض كما في معظم أعمال الإنجليزي تشارلز ديكنز الروائية أو المطاردة أو البحث كما في رواية القلعة لفرانس كافكا أو حول رحلة كما في رحلات غوليفر لجوناثان سويفت أو حول اختبار كما في قلب الظل لجوزيف كونراد.

## الحبكة في الشعر
اعتبر أرسطو في كتابه فن الشعر أن الحبكة هي روح المأساة أو العمل التراجيدي. وفي وقت لاحق، ارتأى بعض النقاد أن الحبكة هي المقوم الأساسي في العمل الأدبي. وبعد ذلك في المدرسة الإبداعية، كانت الحبكة بمثابة ملخصًا لمضمون أحداث العمل، وكانت هذه الملخصات بمعزل عن أي عمل إبداعي من وجهة نظر الشعب، الذي ارتأى أن هذه الملخصات هي عناصر قابلة لإعادة الاستخدام والتبديل بناء على رغبة مولف العمل، الذي يمكنه تطوير العمل والشخصيات والحوار، إضافة إلى بعض التقنيات الأدبية الأخرى داخل العمل.

## الحبكة في الحكاية
تعد الحكاية هي اللب التي تُقام عليه بنية الحبكة، وإذا كانت العقدة تمثل مرحلة توتر وتشابك الأحداث حتى الوصول إلى ذروة الأحداث التي تقود القارئ نحو الحل، فإن الحبكة تعد هي المسار العام من البداية مرورًا إلى الذروة ثم النهاية وتفكك العقدة.

## الحبكة في المسرح
الحبكة في المسرح تختلف كليًا عن الحكاية والفعل والعقدة. وفي القرنين السادس عشر والسابع عشر، تم تقديم بعض ترجمات أرسطو وتأويلات أقواله من قبل علماء الجمال مثل الفرنسي شارل بوالو في المرحلة الكلاسيكية الجديدة الذين تمسكوا بقانون الوحدات الثلاث: الزمان والمكان والحدث، وجعلوه معيار صحة وجودة العمل المسرحي. إلا أن هناك بعض المسرحيات التي قدمها شكسبير ولوبي دي فيجا كانت قد خرجت عن هذا القانون وأثبتت أن المسرحيات التي تتحرك أحداثها على مدى زمن طويل وفي العديد من الأماكن، ولها أكثر حدث (حيث كسرت وحدة الحدث)، كانت تخضع لحبكة عامة تنظم وقائعها بعلاقات سببية.

## أنظر أيضًا
أداة الحبكة